# فريدي بوتس
فريدي بوتس (بالإنجليزية: Freddie Potts)‏ هو لاعب كرة قدم بريطاني، ولد في 12 سبتمبر 2003 في Barking, London ‏ في المملكة المتحدة.